# Орбетело Скало (Гросето)
Орбетело Скало (итал. Orbetello Scalo) је насеље у Италији у округу Гросето, региону Тоскана.
Према процени из 2011. у насељу је живело 1532 становника. Насеље се налази на надморској висини од 6 м.